# 日本雑誌協会
一般社団法人日本雑誌協会（にほんざっしきょうかい、英語: Japan Magazine Publishers Association）は、雑誌各社を会員とする業界団体である。元文化庁所管特例民法法人。略称は雑協、JMPA。出版四団体（日本書籍出版協会、日本雑誌協会、日本出版取次協会、日本書店商業組合連合会）と呼ばれているうちの一つ。また、日本新聞協会、日本民間放送連盟とともに報道機関団体の一翼を担っている。

## 概要
1956年（昭和31年）1月30日、社団法人全国出版協会から分離した、雑誌主体の出版社30社によって創立された。第二次世界大戦前に存在した日本雑誌協会（同名の別団体）の財産管理を行っていた社団法人日本雑誌記念会の法人格と財産を継承して、同年12月27日に社団法人日本雑誌協会として誕生した。協会創立から1971年（昭和46年）までは評議員による評議員会を組織していたが、組織運営の迅速化・円滑化のために評議員会を解消し、現在の理事会中心の運営に移行した。
- 設立：1956年（昭和31年）1月30日[1][注釈 1]
- 所在地：〒101-0051 東京都千代田区神田神保町一丁目32番地 出版クラブビル5階[1]
- 会員：91社（正会員83社、賛助会員8社：2023年7月現在）[1]
- 理事長：堀内丸惠（2023年7月現在）[9]

## 目的
- 雑誌出版事業及び出版文化の発展を期するため、出版倫理の向上を図るとともに雑誌共通の利益を擁護し、社会の発展に寄与することを目的とする[10]

## 活動内容
以下は定款（平成25年4月1日施行）第4条による。
- 雑誌出版の健全な発展、出版文化と出版倫理の向上
- 雑誌に関する調査研究
- 立法機関、行政官庁、その他関係団体との連絡・交渉・協力
- 他の出版事業団体ならびに関連団体との連絡協調
- 機関誌および図書の刊行
- 出版関係団体等に対する事務室・会議室の貸与
- その他この法人の目的を達成するために必要な事業

## 役員
2023年（令和5年）7月19日現在の役員は以下の通り。
理事長
- 堀内丸惠（集英社）

副理事長
- 宮原博昭（学研ホールディングス）

専務理事
- 鈴木宣幸（日本雑誌協会）

理事
- 飯窪成幸（文藝春秋）
- 石田哲哉（ダイヤモンド社）
- 相賀昌宏（小学館）
- 片桐隆雄（マガジンハウス）
- 小池英彦（扶桑社）
- 佐藤隆信（新潮社）
- 鈴木美奈子（世界文化ホールディングス）
- 田北浩章（東洋経済新報社）
- 武田真士男（光文社）
- 夏野剛（KADOKAWA）
- 野間省伸（講談社）
- 松本浩司（NHK出版）
- 矢﨑謙三（主婦の友社）
- 矢内廣（ぴあ）
- 吉田直人（日経BP）

監事
- 市村友一（朝日新聞出版）
- 髙納勝寿（主婦と生活社）
- 山川洋一郎（弁護士）

## 主な刊行物
- マガジンデータ